# Leśniczówka i ogród w Krzeszowicach
Leśniczówka i ogród w Krzeszowicach – była drewniana piętrowa leśniczówka z roku 1881 w Krzeszowicach. Obecnie znajdują się w niej mieszkania.
Budynek wraz z ogrodem został wpisany do rejestru zabytków nieruchomych województwa małopolskiego.